# Прошунин, Андрей Георгиевич
Андре́й Гео́ргиевич Прошу́нин (род. 8 января 1970, Кыштым, Челябинская область, РСФСР, СССР) — российский государственный и политический деятель. Глава города Сочи с 19 июля 2024 года.

## Биография

### Образование
В 1992 году окончил Краснодарское высшее военное командно-инженерное училище ракетных войск.
В 2008 году — Кубанский государственный аграрный университет по направлению «Юриспруденция».

### Трудовая деятельность
В 1998—2011 годах служил в органах внутренних дел. В последующем занимал руководящие должности в администрации Краснодарского края.
С декабря 2020 года был заместителем и первым замминистра топливно-энергетического комплекса и жилищно-коммунального хозяйства Кубани.
С декабря 2021 года занимал должность министра ТЭК и ЖКХ Краснодарского края.
5 декабря 2022 года назначен на должность вице-губернатора, курирующего министерства топливно-энергетического комплекса и жилищно-коммунального хозяйства, дорожного хозяйства, департамент государственного регулирования тарифов.
С 17 июня по 19 июля 2024 года замещал должность первого заместителя главы Сочи.
С 17 июня 2024 года исполнял обязанности главы города Сочи. С 19 июля 2024 года — глава города Сочи.

### Семейное положение
Женат, двое детей.